# Nestório
Nestório (en grec moderne : Νεστόριο) est un dème situé dans la périphérie de Macédoine-Occidentale en Grèce. Le dème actuel est issu de la fusion en 2010 entre les dèmes d'Akrítes, d'Arrénes, de Grámos et de Nestório.
Selon le recensement de 2011, la population du dème compte 2 646 habitants, tandis que celle du village de Nestório s'élève à 865 habitants.
Le siège du dème est le  village de Nestório.